# 湾岸JUNGLE
『湾岸JUNGLE』（わんがんジャングル）は、田村由美による日本の漫画作品。
『別冊少女コミック』（小学館）にて1999年9月号に掲載された。単行本は、同社の別コミフラワーコミックスより全1巻 (ISBN 978-4-09-137027-3) 。

## あらすじ
幼なじみで恋人未満のかのえと近衛（このえ）は、海上の巨大テーマパーク『湾岸JUNGLE』のプレオープンイベントで催される小学校時代の同窓会に参加するため、当地を訪れる。
だが、2人以外には誰も来ず、そこで記憶は途切れた。何者かによって眠らされ、目が覚めた時にはとっくに閉園時間を過ぎており、2人は無人のウォーターフロントに取り残された。
そのまま朝まで待とうとする2人に、不可避の指令が下される。このテーマパークには、工事中に何人も死者が出、殺人鬼がいるという噂もあり、恐怖に怯える2人。だがかのえは、近衛の服から指令の書き損じを見つけてしまい、近衛を疑い始める。
かのえの忌まわしい記憶が甦る。

## 続編・「ジャングルBOX」
『デラックス別冊少女コミック』2001年10月5日号掲載

『湾岸JUNGLE』での殺人鬼騒動から1年後、かのえと近衛は大学生になっていた。
夏休みを自堕落に過ごしていた近衛を、かのえがバイトに誘う。そのバイトとは、マンションの一室で起こった殺人現場の掃除。昼の休憩時間、外へ行こうとした2人は、居合わせた男性と共にエレベーターに閉じ込められでしまう。

## 単行本併録
パイナップル3（スリー）
『デラックス別冊少女コミック』1998年2月5日号掲載
金成（かねなり）家の人間が17歳になった時に受ける「17歳の試練」。
今年は、腰痛持ちの春寛、嘘つき名人の冬美、自閉症気味のスケボー少年の夏吉の3人が“労働”という名の試練を受けることになる。